# .41 Action Express

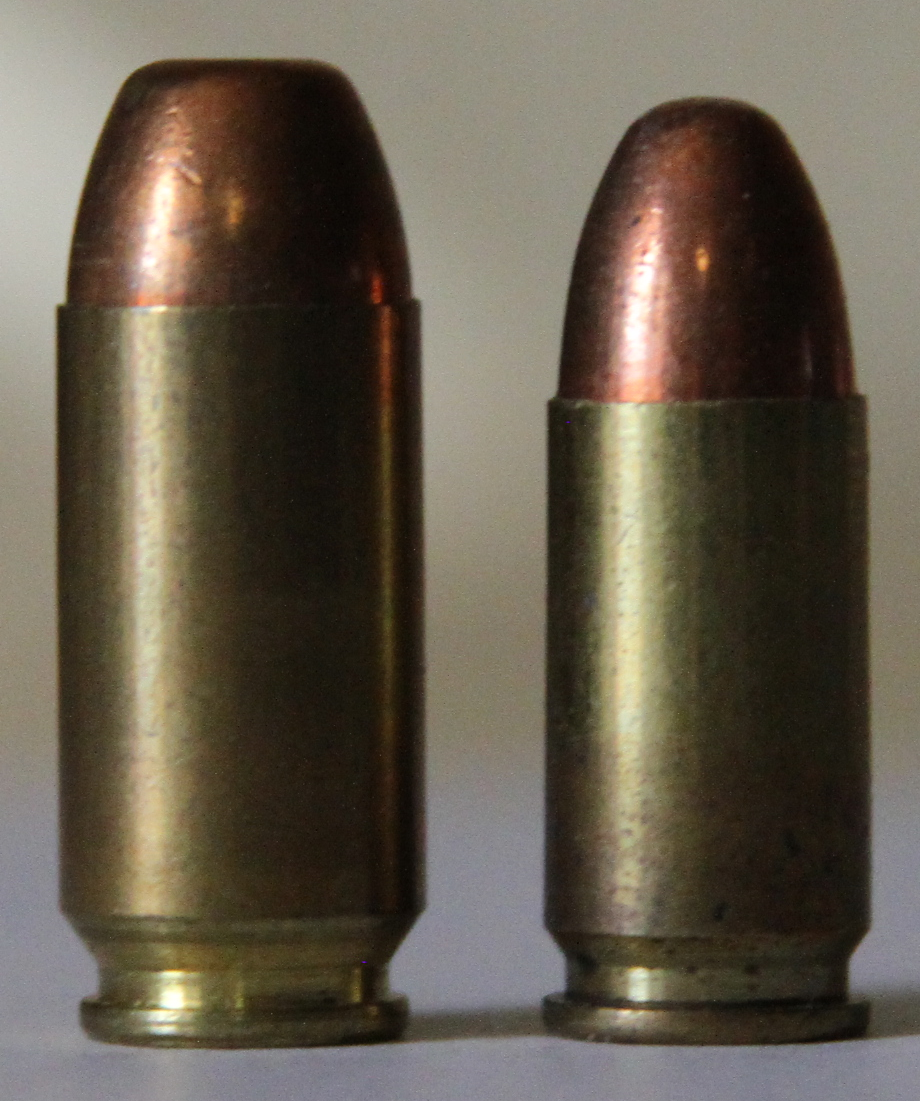
Um cartucho .41 Action Express (esquerda) ao lado de um 9×19mm Luger.

O .41 Action Express ou .41 AE é um cartucho de pistola desenvolvido em 1986 para reproduzir o desempenho da carga policial .41 Magnum (que é uma carga reduzida) em pistolas semiautomáticas.
O .41 Action Express foi projetado por Evan Whildin, vice-presidente da Action Arms, em 1986. Foi baseado no cartucho .41 Magnum, cortado para ter comprimento semelhante ao 9 mmP e com o aro rebatido. O desempenho foi comparavel às balísticas da carga policial de .41 Magnum. O .41 AE foi considerado um conceito muito atraente, pois o aro rebatido permite uma simples troca de cano, mola principal e carregador para converter muitas armas 9 mm em 41 AE.